# Renée Lampe
Renée Lampe (* 1963 in München) ist eine deutsche Orthopädin.

## Werdegang
Lampe studierte von 1982 bis 1989 Medizin in Heidelberg und Mannheim. Nach Assistenz am Städtischen Krankenhaus Harlaching erhielt sie 1991 ihre Approbation. In den Jahren 1992/93 war sie als Assistenzärztin in der kinderchirurgischen Abteilung am Städtischen Krankenhauses Schwabing tätig, von 1993 bis 1999 an der Orthopädischen Universitätsklinik Großhadern. Während dieser Zeit legte sie 1998 die Facharztprüfung für Orthopädie ab. Von 1999 bis 2001 war sie Oberärztin am Krankenhaus Schwabing mit Schwerpunkt Kinderorthopädie. Seit 2001 ist sie Oberärztin an der Orthopädischen Klinik der Technischen Universität München. 2004 habilitierte sie sich und bekleidet seit 2007 den Stiftungslehrstuhl für Kinderneuroorthopädie und Infantile Cerebralparese an der TU München.
1999 übernahm sie die ärztliche Leitung des Integrationszentrums für Cerebralparesen (ICP München), in dem spastisch Gelähmte medizinische und lebenspraktische Unterstützung erfahren.

## Auszeichnungen
- 2012: Verdienstkreuz am Bande der Bundesrepublik Deutschland